# Dalat (Ordos)

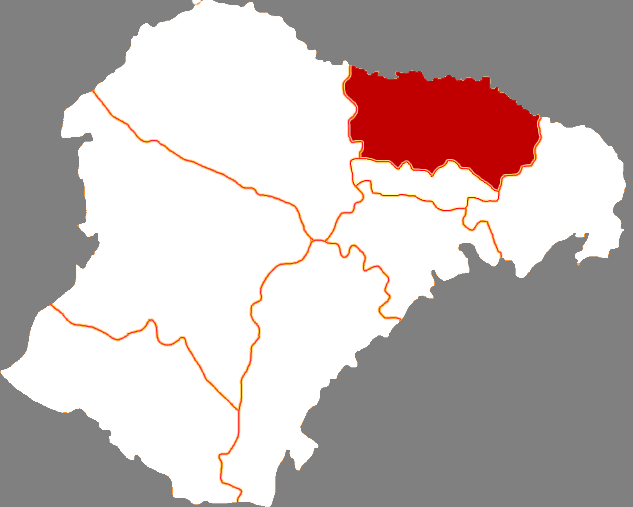
Lage des Dalat-Banners in Ordos

Das Dalat-Banner (chinesisch 达拉特旗, Pinyin Dálātè Qí; mongolisch ᠳᠠᠯᠠᠳ ᠬᠣᠰᠢᠭᠤ Dalad qosiɣu) ist ein Banner der bezirksfreien Stadt Ordos im Südwesten des Autonomen Gebietes Innere Mongolei im mittleren Norden der Volksrepublik China. Es hat eine Fläche von 8.192 km² und zählt 330.000 Einwohner (2004). Sein Hauptort ist die Großgemeinde Shulinzhao (树林召镇).